# Donato Turrini
Donato Turrini (Campodenno, 25 febbraio 1909 – 16 aprile 1992) è stato un politico e giornalista italiano, primo presidente dell'Autostrada del Brennero Spa dal 1959 al 1979, la società che sotto la presidenza dell'allora assessore ai Lavori Pubblici rese possibile la costruzione dell'Autostrada A22.

## Biografia
Laureato in Lettere e Filosofia, durante la Seconda guerra mondiale fu Capitano al Corpo d'armata alpino nella Campagna di Russia tra il 1942 e il 1943.
È stato consigliere provinciale dal 1948 al 1964, per quattro legislature. Durante la quarta legislatura (dal 1960 al 1964) è stato Capogruppo del Gruppo consiliare DC.

## Opere
- Seconda guerra mondiale: ricordi sulla campagna di Russia – 1982.
- L'Autostrada del Brennero nella sua storia – Autostrada del Brennero SpA, Trento, 2019 (riedizione del volume del 1984).
- Russia 1942-1943 – Publilux, Trento, 1987.